# Witnekkliftapuit
De witnekkliftapuit (Thamnolaea cinnamomeiventris coronata) is een zangvogel uit de familie Muscicapidae (vliegenvangers). Eerder werd deze vogel beschouwd als een aparte soort maar bij een taxonomische herziening in 2025 is het een ondersoort geworden van de roodbuikkliftapuit (Thamnolaea cinnamomeiventris).

## Verspreiding en leefgebied
Deze soort telde drie ondersoorten: 
- T. c. cavernicola: centraal Mali.
- T. c. bambarae: zuidelijk Mauritanië, oostelijk Senegal en zuidwestelijk Mali.
- T. c. coronata: van noordelijk Ivoorkust en Burkina Faso tot westelijk Soedan.